# 5078 Solovjev-Sedoj
5078 Solovjev-Sedoj è un asteroide della fascia principale. Scoperto nel 1974, presenta un'orbita caratterizzata da un semiasse maggiore pari a 2,6666623 UA e da un'eccentricità di 0,2149743, inclinata di 2,83831° rispetto all'eclittica.